# 打击乐器

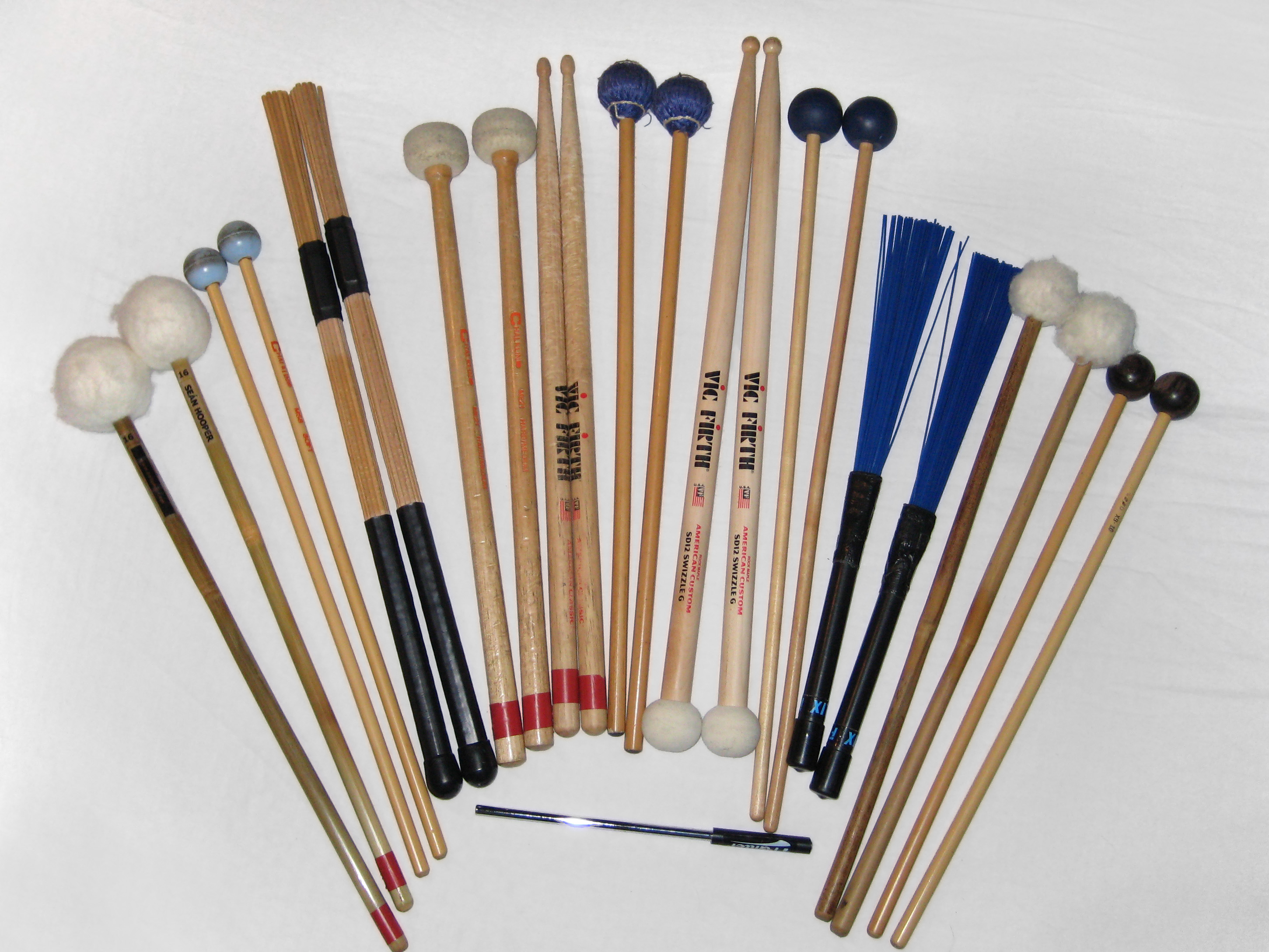
不同的琴棒及鼓棒

打擊樂器，又名敲擊樂器，是一種以打、搖動、摩擦、刮等方式產生效果的樂器族群。打擊樂器可能是最古老的樂器。有些打擊樂器不僅僅能產生節奏，還能作出旋律和合聲的效果。
而打擊樂器是來自世界各地，而鼓棒還有分軟棒還有硬棒。

## 分类
大多数打击乐器有一个确定的音高，甚至连鼓的音高也是确定的。但一般来说打击乐器的分类是看一个乐器是否常用确定的音高。但可以用響線改變小鼓的聲音
定音鼓、木琴和鋼片琴等都有一定的音高。三角铁在製造時音高就已經固定。大鼓、小鼓只要調整鼓皮就可調整音高〈小鼓可以上響絃，聲音會比較高〉，所以有些打击乐器手在录唱片或演奏特别的作品前确定他们的鼓的音高。锣有确定音高的和没有确定音高的种類，西方的锣一般不需要确定的音高。吊钹也有确定音高的，但很少见。

### 膜鸣乐器
意指於樂器上(即鼓)覆盖着一层膜，打击膜产生声音，比如：
- 定音鼓
- 小鼓
- 大鼓
- 康加鼓
- 邦哥鼓
- 铃鼓，又名搖鼓
- 通通鼓
- 輪鼓
- 八筒鼓
- 箱鼓
- 中鼓
- 和太鼓

### 自鸣乐器
意指樂器本身就可以发声，比如：
- 鋼片琴
- 木琴
- 马林巴琴
- 颤音琴（鐵琴）
- 鐵片琴
- 管鐘
- 鐃鈸
- 木鱼
- 雙木棍
- 拍子木
- 樂鞭
- 三角铁
- 吊钹
- 钹
- 锣
- 编钟
- 编磬
- 铃鼓[註 1]
- 阿哥哥鈴
- 馬鈴
- 風鈴
- 手碟

## 中国的打击乐器

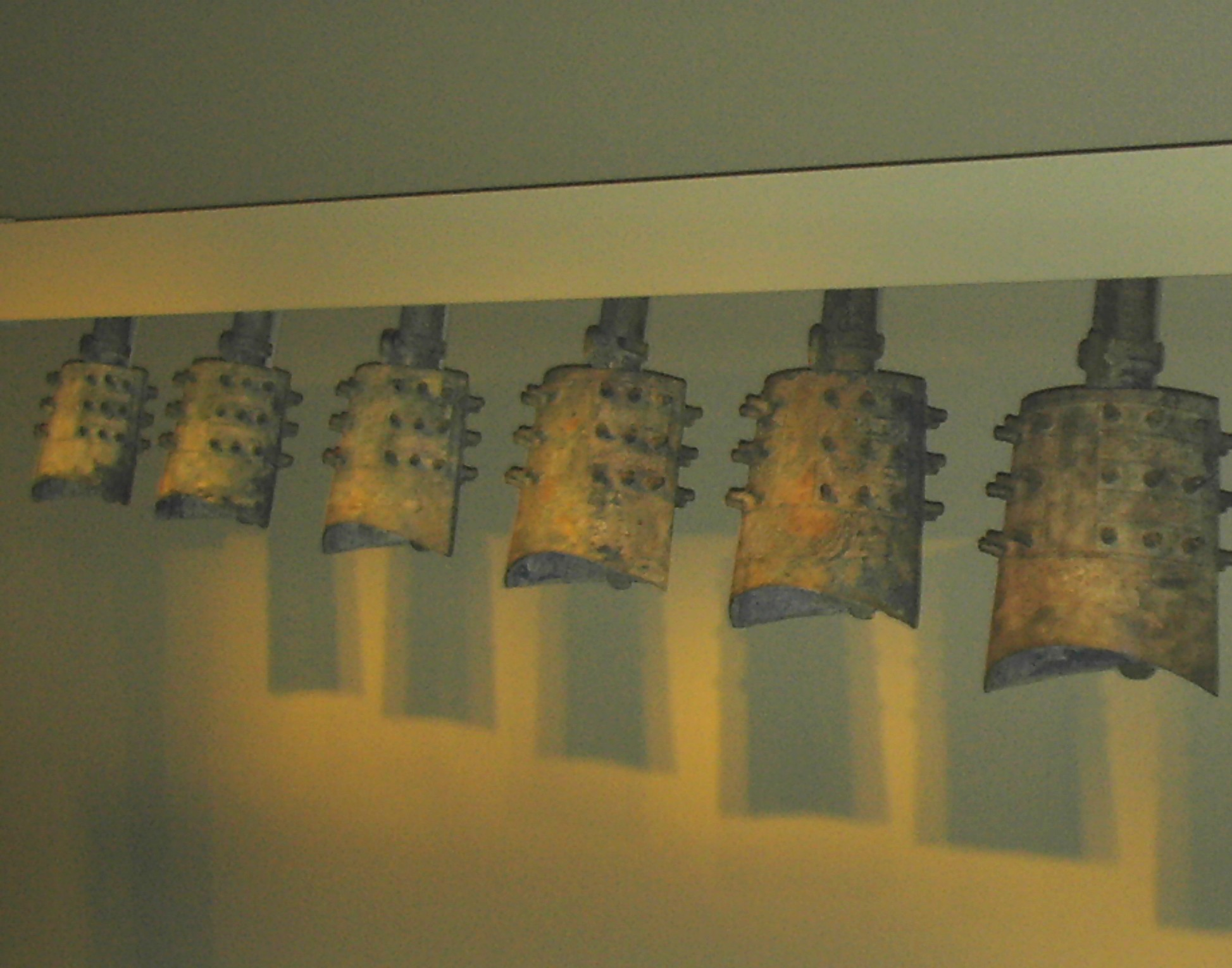

中国的民族乐器中有许多特有的打击乐器，这些打击乐器有的今天还在使用，有的今天已经不使用了（比如曾侯乙编钟）。许多这些传统的打击乐器是中国传统艺术中不可缺少的部分，比如在中国的戏剧中的磬、鼓、锣、钹，或者在说书时使用的快板、响板等。
在中国的传统音乐中打击乐器的使用比较少，打击乐器（除木琴和编钟外）一般也被看作是下级的乐器。在春秋和战国的文献中比如就有嘲笑秦国的打击音乐的文章。

## 西洋管弦樂團以及管樂團中的打擊樂器
在大部分的管弦樂曲完成的時代，打擊樂器並未受到重視，最普遍使用為定音鼓，用途僅為增強樂曲氣勢。再來是小鼓、大鼓、爵士鼓、鈸、木琴等。不過後來樂曲逐漸走向多樣化，打擊樂器豐富的節奏性因此得到善用。在二十世紀初期管樂開始發展，各式各樣的打擊樂器慢慢被研發改良，作曲家得以利用多樣的音響效果使樂曲更加有變化。

## 打擊樂團中的打擊樂器
打擊樂團中的打擊樂器又比管樂團中的更多樣化，甚至範疇不再僅限於使用固有的樂器來產生既定的聲音，如拖鞋、砂紙、鐵鎚甚至垃圾桶等生活用品也會出現在樂曲中。

## 外部連結
- 敲擊樂器－香港教育統籌局 （页面存档备份，存于）